# Ришард Концевич
Ришард Тадеуш Концевич (пол. Ryszard Tadeusz Koncewicz; нар. 12 квітня 1911, Львів, Австро-Угорщина — пом. 15 березня 2001, Варшава, Польща) — польський футболіст, тренер та футбольний функціонер, виступав на позиції нападника та півзахисника. Тренер національної збірної Польщі. Військовий, лейтенант Війська Польського.

## Кар'єра гравця
Народився у Львові, футболом розпочав займатися у 1927 році в складі місцевої «Лехії». 1931 року був переведений до першої команди львівського клубу, кольори якої захищав до 1939 року. Під час Другої світової війни в офіційних турнірах не виступав, але грав за футбольну команду табору для військовополонених Вольденберг. По завершенні Другої світової війни відновив футбольну кар'єру. Повернувся до Польщі, але оскільки Львів перейшов до Радянського Союзу, разом з іншими колишніми львів'янами оселився в місті Битом. З 1945 по 1946 рік захищав кольори «Полонії» (Битом).

## Кар'єра клубного тренера
По завершенні кар'єри гравця розпочав тренерську діяльність. Тренував «ОТМУР-Розбарк Битом» (1946), «Лехію Гданськ» (1949), «Унію Хожув» (1950—1952, титул переможця чемпіонату Польщі отримав володар кубку Польщі 1951), «Полонію Битом» (чемпіон Польщі 1952 року та віце-чемпіон 1954 року), «Легію Варшава» (1956—1958, чемпіонат Польщі та кубок Польщі 1956) та «Гвардію» (Варшава).

## Кар'єра тренера збірної
Працював у польській збірній в 1948 році на посаді помічника головного тренера Вацлава Кухара. У 1950 році виконував функції тренера, потім і тренера-селекціонера. Також виконував ці обов'язки в 1951—1952 роках, в 1953 і в 1955—1956 роках. У 1956—1957 роках знову був тренером збірної. Аналогічну функцію виконував у десятках матчах у 1959—1962 роках і з 1964 року. У 1964—1966 роках також був одним із селекторів команди. Самостійно очолював польську кадру в період з лютого 1968 року до кінця листопада 1970 року.

## Футбольний функціонер
Давній член Польського футбольного союзу: член правління та голова правління тренерів (1951—1953), голова ради тренерів, завідувач тренінгом, завідувач тренерської секції (1954—1956 та 1961—1971) та віце-президент з навчання (1979—1980).

## Війна та конспірація
Мобілізований у серпні 1939 року, взяв участь в обороні Варшави. Він був узятий у полон першим військовополоненим у таборах Нінбурга і Шпітталя, а також подальші роки полону провів в офлагу II C Вольденберг, поблизу нинішнього Добеґнева. Один з учасників підпілля табору. Відповідальний за створення та тренування клубу «Львів», який він створив разом з іншими вихідцями зі Львова. До кінця свого життя він брав активну участь у Варшавському колі Вольденбергерів і був президентом Кола друзів колишніх в'язнів Вольденбергу. Був почесним гостем на футбольному турнірі в Добеґневу (молодіжний футбольний турнір). Його ім'я носить гімназія в Добеґневі.

## Відзнаки
- Командирський хрест ордена Відродження Польщі
- Офіцерський хрест ордена Відродження Польщі
- двічі володар Хреста Хоробрих